# Tepačko Polje
Tepačko Polje (cyr. Тепачко Поље) – wieś w Czarnogórze, w gminie Žabljak. W 2011 roku liczyła 49 mieszkańców.